# Monumento Natural da Caldeira Velha

O Monumento Natural e Regional da Caldeira Velha localiza-se na Ribeira Grande, ilha de São Miguel, arquipélago dos Açores e apresenta-se como uma reserva da biosfera de grande importância para a botânica e faunas típicas das Florestas da Laurisilva, dada a grande diversidade de espécies e a elevada abundância de fétos arbóreos que povoam este monumento natural, principalmente devido ao clima muito próprio que estimulou o aparecimento de associações de vegetação natural e floresta de espécies exóticas.
Tem uma área total de 13,16 hectares e foi classificada em 2008, através da criação do Parque Natural de São Miguel.

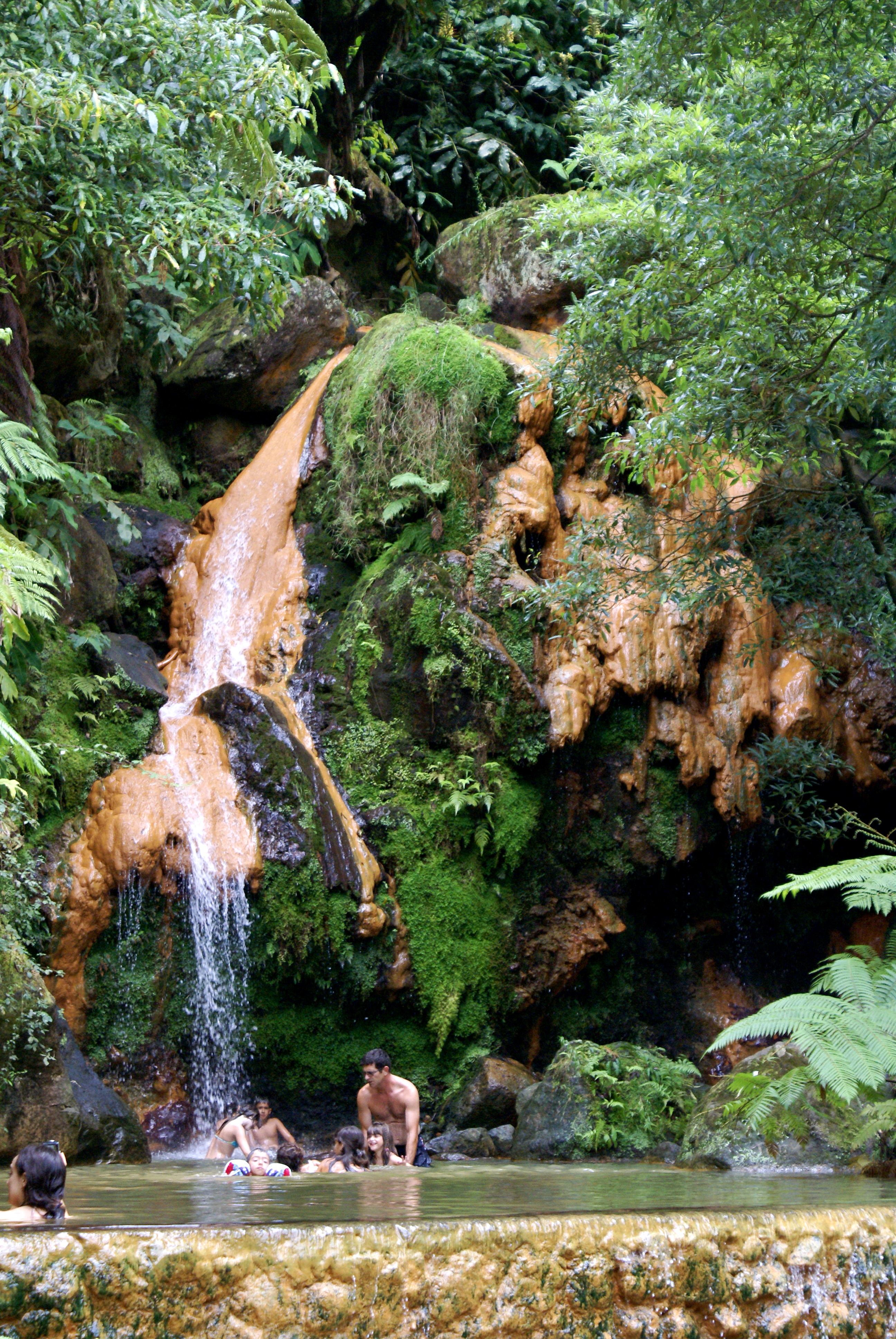
Monumento Natural e Regional da Caldeira Velha, local de banhos em águas termais, magnificas formações geológicas.

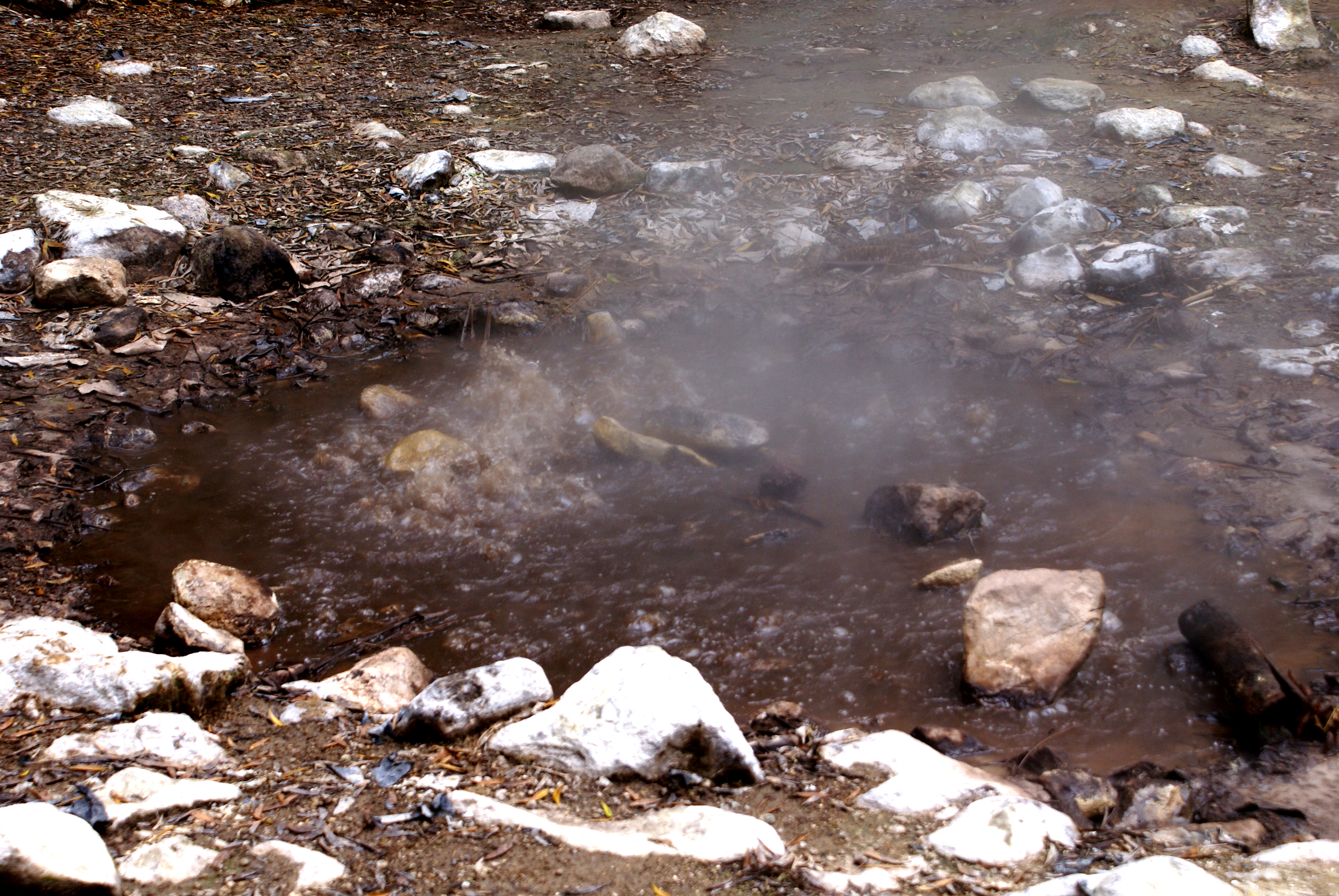
Monumento Natural e Regional da Caldeira Velha, caldeiras de águas ferventes.

Caracteriza-se também pelas suas características geológicas uma vez que que forças telúricas se fizeram sentir lá em tempos geologicamente recentes com grande intensidade. O seu relevo acidentado profundamente encaixado na montanha do Pico do Fogo, aliado a uma ribeira com pequenos açudes e abundantes caudais em determinadas épocas do ano.
Os Açudes, devido à temperatura da água e a suas características medicinais, são utilizados há séculos para banhos.
Esta ribeira é alimentada por nascentes de água quente de origem termal que caem formando cascatas com água acastanhada devido à grande abundância de ferro existente na água.
É de salientar a abundância de caldeiras, fumarolas e afloramentos rochosos de cores variadas.
O seu ponto de maior altitude encontra-se nos 628 metros e faz parte dos contrafortes do Vulcão do Fogo, cuja cratera se encontra alojada a Lagoa do Fogo.